# Emil Buchar
| Odkryte planetoidy: 1 | Odkryte planetoidy: 1 |
| --------------------- | --------------------- |
| (1055) Tynka          | 17 listopada 1925     |

Emil Buchar (ur. 4 sierpnia 1901 w Horní Nové Vsi, zm. 20 września 1979 w Przybramie) – czeski astronom, geodeta i pedagog. Pracował w Instytucie Astronomii i Geofizyki Politechniki Czeskiej w Pradze. Odkrył jedną planetoidę. W uznaniu jego pracy jedną z planetoid nazwano (3141) Buchar.